# Åsgårdsreien
Åsgårdsreien (wörtlich Die Reiter von Asgard, auch Die Wilde Jagd) ist ein Gemälde des norwegischen Historienmalers Peter Nicolai Arbo aus dem Jahr 1872, das als sein Hauptwerk aufgefasst wird. Es zeigt in dramatischer Komposition und Beleuchtung die mittwinterliche Wilde Jagd in einer romantisch-folkloristischen Weise. Das großformatige Bild enthält Motive der norwegischen Mythologie und zeigt Einflüsse der nationalen Poesie jener Zeit. Es gehört zur Sammlung Bildende Kunst des norwegischen Nationalmuseums für Kunst, Architektur und Design, Oslo.

## Beschreibung

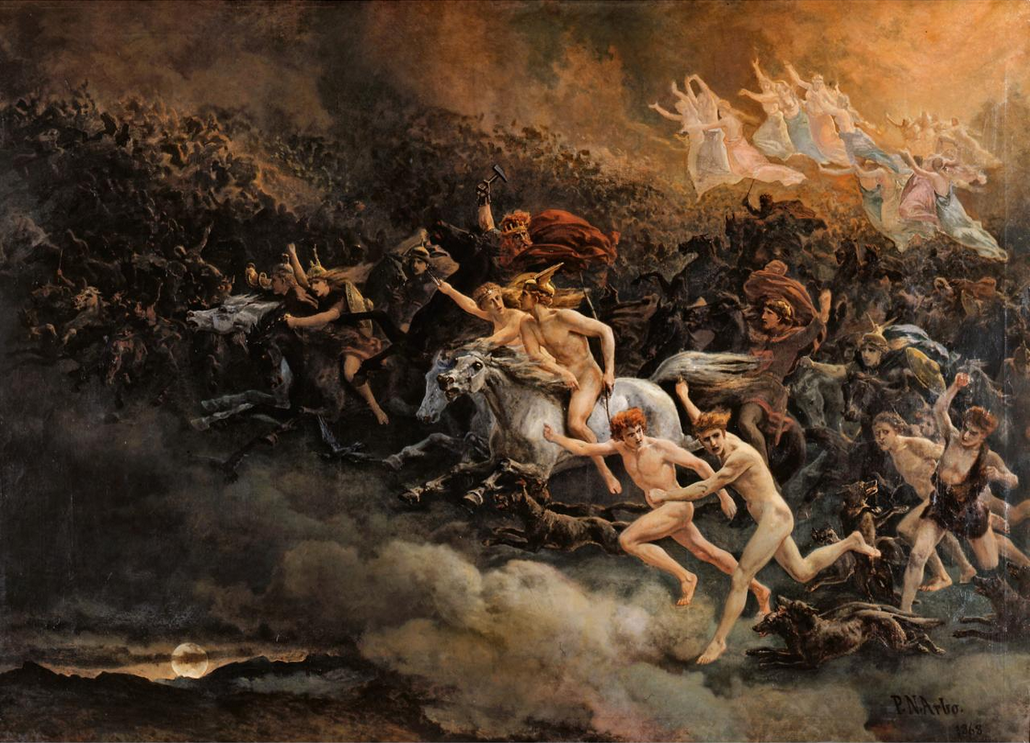
Ähnliche Darstellung (1868), Drammens Museum

Das monumentale Gemälde hat die Maße 166 × 240 cm, ist in der Maltechnik Öl auf Leinwand ausgeführt und ist im Osloer Nationalmuseum unter der Inventarnummer NG.M.00258 registriert.
In einer dramatisch beleuchteten nächtlichen Landschaft mit niedrigem Horizont jagen zahllose Gestalten, im Bildvordergrund auch Reiter, durch die Luft. Zu erkennen sind Männer und, besonders herausgehoben, nackte und halbnackte Frauen, die teilweise als Beute männlicher Reiter erscheinen. Es sind die Geister und ruhelosen Seelen der Toten. Angeführt werden sie von Sigurd Fåvnesbane, dem Drachentöter, mit den Attributen Schwert und geflügeltem Helm und der Trollhexe Gyro Ryssetova, die einen Speer schwingt und um deren linke Hand sich eine Schlange windet. Begleitet wird die Horde von Raben, die symbolisch auf den Gott Odin hinweisen. In einer herausragenden Position mit Krone, Hammer und wehendem Umhang wird Thor in der Menge dargestellt, wie er auf seinem Wagen steht und die beiden Ziegen Tanngnjostr und Tanngrisnir antreibt. Er bildet mit den beiden bewaffneten Reiterinnen im Vordergrund ein Dreieck im Zentrum des Bildes. Die Kunsthistorikerin Gertrud Serner (1906–1996) schrieb 1972 zu dem Gemälde:

”Grupperingen av härskarorna bland molnen är livfull och dock rytmiskt bemästrad och han har lyckats suggerera intrycket av härmassor mycket väl. Visserligen har figurerna i förgrunden den skulpturala massivitet, som man känner igen från t.ex. Blommérs arbeten och som tycks stå i motsatsförhållande till det fantasibetonade i ämnet, men de bakre planens figurgrupper ger å andra sidan ett genuint intryck av fantomväsen, förmänskligade stormmoln.”

„Die Gruppierung der Heerscharen zwischen den Wolken ist lebhaft und dennoch rhythmisch gemeistert, auch es gelingt ihm gut den Eindruck von Herdenmassen zu vermitteln. Zugegebenermaßen haben die Figuren im Vordergrund die skulpturale Massivität, die man z. B. von den Arbeiten Blommérs kennt, auch scheinen diese im Kontrast zum fantasiebetonten Thema zu stehen, die Figurengruppen im Hintergrund hingegen vermitteln den echten Eindruck von Phantomwesen, vermenschlichten Gewitterwolken.“

Als erster Entwurf dieses Bildes gilt ein Aquarell, das 1861 in Düsseldorf gemalt wurde. In der ersten Version des Bildes (1868) waren die Körper der im Vordergrund hell hervorgehobenen Personen unbekleidet. Es gibt dort auch mehrere weiße Pferde, während die weiblichen Figuren wie durchscheinende Geister im rechten Bildhintergrund zu schweben scheinen und Thor in der Bildmitte mit dem erhobenen Hammer in der rechten Hand auf einem schwarzen Hengst reitet.

## Hintergrund

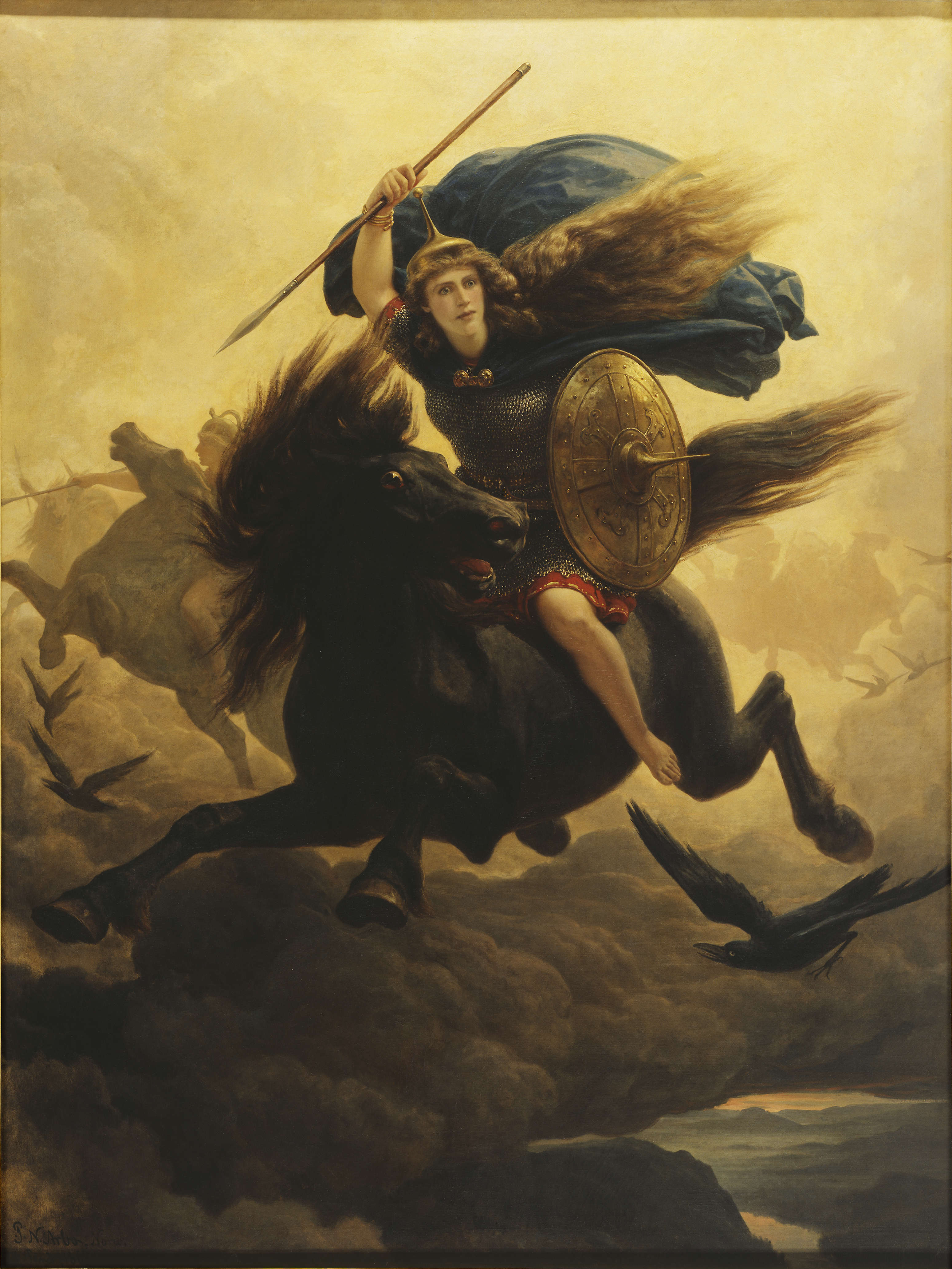
Valkyrie (1865) Nationalmuseum Stockholm

Arbo war von Johan Sebastian Welhavens romantischer Dichtung beeinflusst. Dessen Werk Nyere Digte (Neue Gedichte) von 1844 ist eine der Grundlagen dieses Gemäldes. Eines der Gedichte trägt den Titel Asgårdsreien. Darin heißt es zu Beginn:

«Lydt gjennem Luften i Natten farer et Tog paa skummende sorte Heste. I Stormgang drage de vilde Skarer. De have kun Skyer til Fodefæste. Det gaaer over Dal, over Vang og Hei, gjennem Mulm og Veir; de endse det ei. Vandreren kaster sig ræd paa Veien. Hør hvilket Gny – det er Asgaardsreien!»

„Töne dröhnen durch die Nachtlüfte, ein Zug aus stampfenden, schäumenden Rappen. Im Sturmgang tragen sie die wilde Schar. Sie haben keinen Halt, nur am Himmel die Wolken. Es geht über Täler, über Wiesen und Moor, durch Dunkel und Schatten, sie beachten es nicht. Der Wanderer wirft sich verschreckt auf den Weg. Hört diesen Lärm – Das ist Asgaardsreien [Odins wilde Jagd]!“

Die Kuratorin des Nationalmuseums, Ellen Johanne Lerberg, vermutet, dass der offenbar durch Feuerschein erleuchtete Himmel im Hintergrund des Bildes auf Helheim, das Reich der Totengöttin Hel, hinweist. Arbo fertigte mehrere Arbeiten zu diesem Themenbereich an, wie 1865 die Valkyrie (Walküre), Schwedisches Nationalmuseum, Stockholm, und eine Skizze vom 14. Juni 1870 (Aquarell, Pinsel und Bleistift auf Papier 465 × 605 mm) zu diesem Gemälde, ebenfalls im Osloer Nationalmuseum.

## Ausstellungen (Auswahl)
- 1872: Skandinavische (oder Nordische) Kunstausstellung in Kopenhagen. Hier wurde das Gemälde für das Kunstmuseum in Oslo angekauft.[9]
- 1986: Peter Nicolai Arbo 1831–1892 im Drammens Museum, Fylkesmuseum for Buskerud, 3. Juni bis 28. September 1986.
- 2007–2011: Kunst 3. Verk fra samlingen 1814–1950 Dauerausstellung in der Nationalgalerie vom 17. März 2007 bis 28. April 2011.

## Rezeption

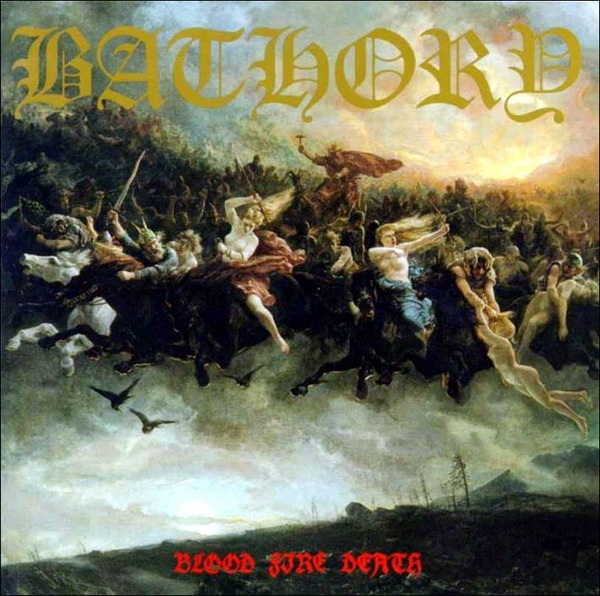
Blood Fire Death Album

- Das Gemälde diente der schwedischen Metal-Band Bathory 1988 als Cover für ihr Album Blood Fire Death.[10]
- Im Jahr 2009 wurde es für das Cover einer Aufnahme der Asgaardsreien Op. 10 des Komponisten Ole Olsen) mit dem Lettischen Nationalen Symphonieorchester unter der Leitung des Dirigenten Terje Mikkelsen verwendet, die am 28. bis 29. Juli 2009 aufgenommen wurde.[11]
- Das Gemälde wurde auch als Buchcover für John Lindow: Old Norse Mythology – World Mythology in Theory and Everyday Life. Oxford University Press, Oxford 2020, ISBN 978-0-19-755448-7 ausgewählt.